# Ренд Пол
Рендал Говард «Ренд» Пол (англ. Randal Howard "Rand" Paul; 7 січня 1963) — проросійський американський політик, популіст, член Республіканської партії. Сенатор США від штату Кентуккі. Син Рона Пола, перший в історії США чинний сенатор, один із батьків якого є членом Палати представників США.

## Сенаторська діяльність
Під час обговорення законопроєкту про вступ Чорногорії до НАТО Ренд Пол проголосував проти, тим самим заблокувавши законопроєкт. На ці дії колеги відгукнувся голова Комітету Сенату по обороні сенатор Джон Маккейн:
|  | <Пол> працює на мету Путіна... розчленувати маленьку країну, яка вже стала жертвою спроби перевороту... Ті, хто виступає проти, фактично виконують забаганки та прагнення Путіна, і я розумію вагу моїх слів Я знову повторю, сенатор від штату Кентукі <Ренд Пол> тепер працює на Володимира Путіна |

У відповідь Ренд Пол заявив, що «критично ставиться до розширення НАТО з огляду на те, що США вже обтяжені значними витратами на оборону та 20-трильйонним державним боргом». В інтерв'ю каналу MSNBC він також додав, що поведінка Маккейна є підтвердженням необхідності запровадження граничної межі перебування у Сенаті.

### Політика щодо України
У 2014 році Пол сказав, що США повинні «шанобливо ставитись до Росії» і уникати будь-яких дій у відносини Росії з Україною, які росіяни можуть розцінити як провокацію, такі як прагнення вступу України в НАТО.
У січні 2022 проголосував проти проєкту санкцій для газогону «Північний потік-2» як засобу запобігання російському вторгненню в Україну.
12 травня 2022 року Пол заблокував прискорене ухвалення законопроєкту про допомогу Україні на суму близько 40 мільярдів доларів.
20 квітня 2023 року Пол разом з 18 іншими представниками республіканської партії США підписав листа президенту США Джозефу Байдену, в якому зазначається що "необмежена допомога Україні Сполученими Штатами Америки має бути припинена", і що ті, хто підписав листа, "рішуче виступатимуть проти всіх майбутніх пакетів допомоги, якщо ці пакети допомоги не будуть пов’язані зі прозорою дипломатичною стратегією довести цю війну до швидкого завершення".

## Виноски
1. 1 2  Biographical Directory of the United States Congress — GPO, 1903.
2. ↑  Голос Америки: Маккейн заявив, що відомий сенатор США працює на Путіна. - 16.03.2017
3. ↑  Costa, Robert (25 лютого 2014). Rand Paul: GOP shouldn't 'tweak' Russia over Ukraine. The Washington Post.(англ.)
4. ↑  U.S. Senate: U.S. Senate Roll Call Votes 117th Congress - 2nd Session. www.senate.gov. Процитовано 23 січня 2022.
5. ↑  Цензор.НЕТ. Проросійський політик Ренд Пол у Сенаті США заблокував швидке ухвалення допомоги Україні на $40 мільярдів. Цензор.НЕТ (укр.). Процитовано 12 травня 2022.
6. ↑  Лі, Майк; Крейн, Елай (20 квітня 2023). Лист законодавців республіканської партії президенту США Джозефу Байдену (англійською) . Процитовано 20 квітня 2023.